# ریچارد ولفن‌اشتین (شیمیدان)
ریچارد ولفن‌اشتین (آلمانی: Richard Wolffenstein؛ ۲۱ اوت ۱۸۶۴ – ۵ مهٔ ۱۹۲۶) یک شیمیدان اهل آلمان بود.